# Município Santa Cruz
Município Santa Cruz är en kommun i Angola.   Den ligger i provinsen Uíge, i den norra delen av landet, 400 km nordost om huvudstaden Luanda.
I omgivningarna runt Município Santa Cruz växer huvudsakligen savannskog. Runt Município Santa Cruz är det glesbefolkat, med 19 invånare per kvadratkilometer.